# الحركة المناهضة للحرب

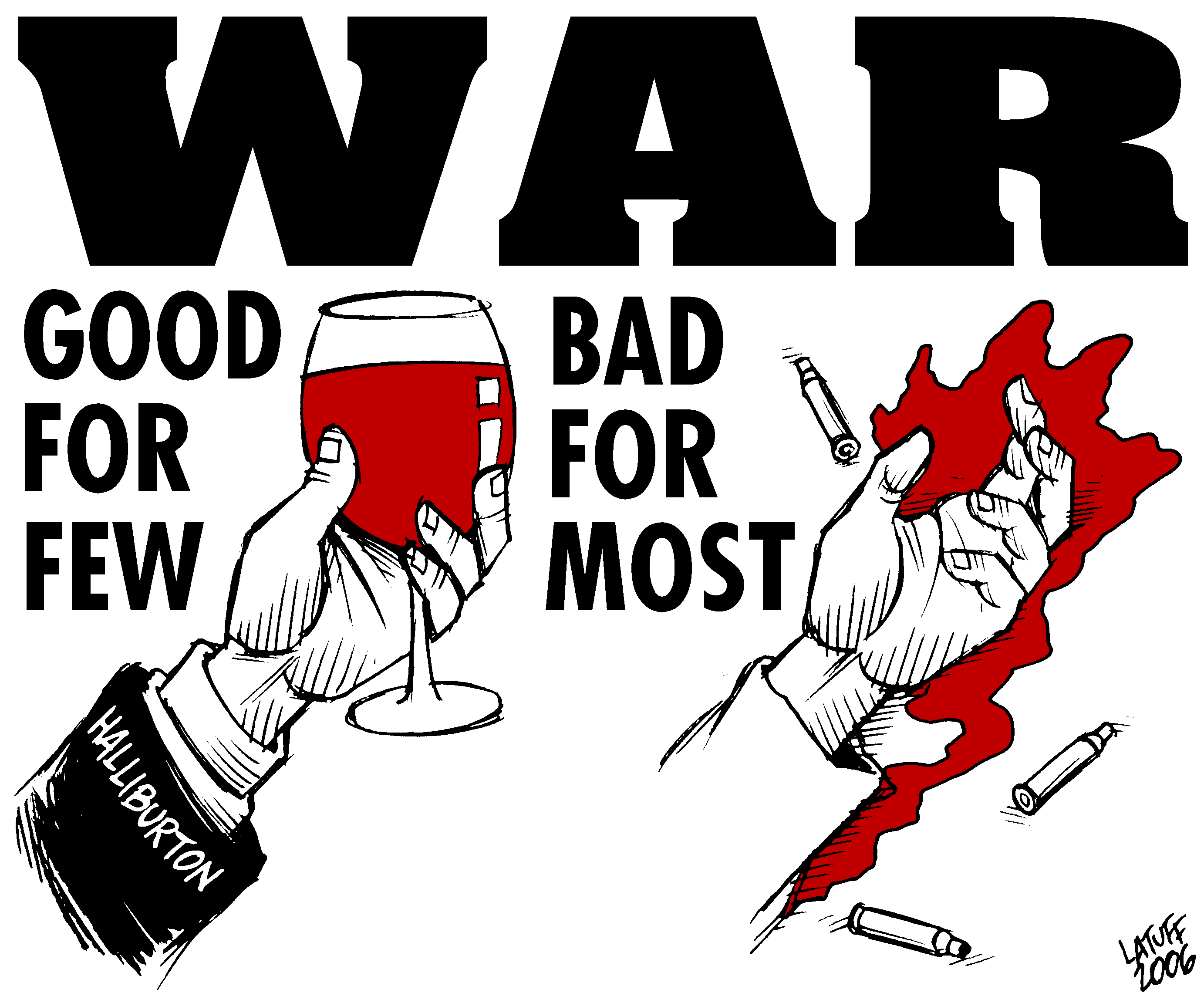
ملصق مناهض للحرب

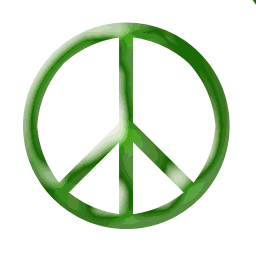
رمز السلام هو شعار الحركة

الحركة المناهضة للحرب ( أي ضد حرب) هي حركة اجتماعية عالمية تعارض الحروب في العالم ، وتبدي معارضة عندما تقرر دولة معينة البدء أو الاستمرار في النزاع المسلح. وتدعو إلى السلم العالمي ووقف كل أشكال العنف والحروب، ومعارضة كل استخدام للقوة العسكرية خلال الصراعات والخلافات الإقليمية والدولية على أشرعة سياسة النظام العالمي. وتضم العديد من الناشطين المؤمنين بقضية السلام العالمي، وتعمل مع الحركات المناهضة للحرب للدفع في اتجاه تحركات السلام وفرضه والدعوة إلى حمايته بآليات قوية وعادلة.
ويعمل النشطاء المناهضين للحرب من خلال الاحتجاج الشعبي كوسيلة مؤثرة في محاولة للضغط على الحكومة (أو الحكومات) لوضع حد لسياسة الحرب أو أي نزاع مسلح وما يخلفه من كوارث إنسانية على أطفال وفقراء وضعفاء العالم على النطاق الأول.

## الاستعمال اللفظي
مجموعات كثيرة يطلقون على أنفسهم النشطاء المناهضين للحرب على الرغم من من اختلاف أو تباين آرائهم وتوجهاتهم الفكرية والعقائدية والسياسية إلا أنهم يتوحدون خلف قضية السلام والسلم العالمي ومناهضة الحروب والتعصب . وقد يكون بعض النشطاء المناهضين للحرب تُعارض بشكل متساو بشن حملات مناهضة على كلا الجانبين المتحاربين، وبالمقابل، نجد هناك نشطاء يكثفون العمل والحملات ضد جانب واحد فقط، وهو في الالب يكون المتسبب في القلاقل والحروب والنزاعات المسلحة المؤدية إلى كوارث غائرة في جرح الجسد الإنساني.

## الخلفية التاريخية

### حرب الاستقلال الأمريكية
أدت المعارضة القوية للتدخل البريطاني في الحرب في أمريكا إلى تصويت مجلس العموم البريطاني في 27 فبراير 1783 ضد الحرب في أمريكا، ومهد الطريق لوزارة روكنغهام الثانية وسلام باريس.

### حقبة ما قبل الحرب الأهلية في الولايات المتحدة
تطورت المواقف المناهضة للحرب في الولايات المتحدة تقريبًا بين نهاية حرب عام 1812 وبداية الحرب الأهلية فيما يسمى حقبة ما قبل الحرب. تطورت حركة مماثلة في إنجلترا خلال نفس الفترة. عكست الحركة مواقف سلمية صارمة ومواقف غير تدخلية أكثر اعتدالًا.
ساهم العديد من المفكرين البارزين في ذلك الوقت، بمن فيهم رالف والدو إمرسون، وهنري ديفيد ثورو، وويليام إليري تشانينغ، بأعمال أدبية ضد الحرب. شملت الأسماء الأخرى المرتبطة بالحركة، ويليام لاد، ونوح ورسيستر، وتوماس كوغسويل أبهام، وآسا ماهان.
تشكلت العديد من جمعيات السلام في جميع أنحاء الولايات المتحدة، وأبرزها جمعية السلام الأمريكية. أُنتجت العديد من الدوريات (مثل دعاة السلام) والكتب، ويعّد كتاب السلام، وهو مختارات أنتجتها جمعية السلام الأمريكية في عام 1845، من أكثر الأعمال الرائعة للأدب المناهض للحرب التي أُنتجت على الإطلاق.
تمثلت السمة العامة لهذه الحركة في هذه الفترة، في الدعوة إلى إنشاء محكمة دولية للفصل في النزاعات بين الدول. شملت السمات المميزة الأخرى للأدب المناهض للحرب ما قبل الحرب، التركيز على كيفية مساهمة الحرب في تفشي التدهور الأخلاقي والوحشية في المجتمع بشكل عام.

### الحرب الأهلية الأمريكية
شكلت الحرب الأهلية الأمريكية حدثًا رئيسيًا في بدايات الموقف المناهض للحرب حديث المنشأ في كل من الأدب والمجتمع، إذ تُوجت بترشيح جورج برينتون ماكليلان لمنصب الرئيس الأمريكي كديمقراطي سلام أمام الرئيس المعين أبراهام لنكولن. تُلخص الخطوط العريضة للموقف المناهض للحرب بالتالي: جدال تكاليف الحفاظ على الصراع الحالي لا تستحق المكاسب التي يمكن تحقيقها، والنداء لإنهاء أهوال الحرب، وجدال شن الحرب من أجل مصالح خاصة. بدأت أعمال الشغب في نيويورك كاحتجاجات عنيفة ضد قانون التجنيد الإجباري لنكولن لتجنيد الرجال للقتال في الحرب.
ازداد الغضب من التجنيد الإجباري بسبب تمكن الأثرياء من الإفلات منه. وصفت رواية شارة الشجاعة الحمراء الفوضى والإحساس بدنوّ الأجل، بسبب تغير أسلوب القتال: بعيدًا عن الاشتباك المحدد، ونحو جيشين يخوضان معركة مستمرة على مساحة واسعة.

### حرب البوير الثانية
أسس ويليام توماس ستيد منظمة مناهضة لحرب البوير الثانية، وهي لجنة أوقفوا الحرب.

### الحرب العالمية الأولى
أقيم المعسكر السنوي لفيلق تدريب ضباط المدارس العامة في معسكر تيدورث، بالقرب من سالزبوري بلين في بريطانيا في عام 1914. كان على رئيس الجيش البريطاني اللورد كتشنر تقييم المجندين، لكن اقتراب الحرب منعه من ذلك، فأُرسل الجنرال هوراس سميث دورين بدلًا منه. فاجأ دورين المجندين البالغ عددهم ألفين أو ثلاثة آلاف بإعلانه (على حد تعبير المجند البرمودي دونالد كريستوفر سميث، الذي كان حاضرًا) «أنه يجب تجنب الحرب بأي ثمن كان، وأن الحرب لن تحل شيئًا، وأن أوروبا بأكملها- ومن معها- آيلة للخراب، وأن الخسائر في الأرواح ستكون كبيرة جدًا بحيث ستهلك مجموعات سكانية بأكملها. شعرت بسبب جهلنا - والكثير منّا- بالخجل من جنرال بريطاني قال مثل هذه الآراء المحبطة وغير الوطنية، ولكن خلال السنوات الأربع التي تلت ذلك، تعلّم أولئك الذين نجوا من المحرقة- ربما ليس أكثر من ربعنا- كيف كانت آراء الجنرال صحيحة وكم كان شجاعًا عندما نطق بها». لم تعرقل هذه الآراء مسيرة سميث دورين، ولم تمنعه من أداء واجبه في الحرب العالمية الأولى بأفضل ما لديه من قدرات.
نمت معارضة أهوال الحرب التي تزايدت فيها المكننة، ولا سيما في أعقاب الحرب العالمية الأولى. عارضت الحركات الثقافية الأوروبية الطليعية مثل دادا الحرب وضوحًا.
أعطى قانون التجسس لعام 1917 وقانون التحريض على الفتنة لعام 1918 السلطات الأمريكية الحق في إغلاق الصحف وسجن الأفراد بسبب آرائهم المناهضة للحرب.
ألقى يوجين فيكتور دبس خطابًا مناهضًا للحرب في 16 يونيو 1918، واعتُقل بموجب قانون التجسس لعام 1917، وقد أدين وحُكم عليه بالسجن لمدة عشر سنوات، لكن الرئيس وارن جي هاردينغ خفف عقوبته في 25 ديسمبر 1921.

### بين الحربين العالمتين
نشر فريد فريدريش في عام 1924 (حرب ضد حرب): ألبوم صور مأخوذ من المحفوظات العسكرية والطبية الألمانية من الحرب العالمية الأولى. تصف سونتاغ الكتاب في كتابها الالتفات إلى ألم الآخرين بأنه «التصوير الفوتوغرافي كعلاج بالصدمة» المصمم «للترهيب وإحباط المعنويات».
تشكلت الحركة الغربية المناهضة للحرب في ثلاثينيات القرن العشرين، والتي يمكن إرجاع الجذور السياسية والتنظيمية لمعظم الحركات القائمة إليها. تضمنت خصائص الحركة المناهضة للحرب معارضة مصالح الشركات التي يُنظر إليها على أنها تستفيد من الحرب، والوضع الراهن الذي كان يقايض حياة الشباب بوسائل راحة من هم أكبر سنًا، وحقيقة أن أولئك الذين جُنّدوا من الفقراء سيخوضون حربًا بدلًا من الأفراد ذوي الامتيازات الذين كانوا قادرين على تجنب التجنيد والخدمة العسكرية، وقلة المشاركة في صنع القرار الذي تعين على الذين سيموتون في النزاع اتخاذ قرار بالانخراط فيه.
قرر اتحاد أكسفورد في تعهد أكسفورد في عام 1933، «أن هذا المجلس لن يقاتل تحت أي ظرف من الظروف من أجل ملكه وبلده».
تحدث العديد من قدامى المحاربين، بمن فيهم الجنرال الأمريكي سميدلي بتلر، ضد الحروب والاستفادة من الحرب عند عودتهم إلى الحياة المدنية.
كان قدامى المحاربين متشائمين للغاية بشأن الدوافع لدخول الحرب العالمية الأولى، لكن الكثيرين كانوا على استعداد للقتال في وقت لاحق في الحرب الأهلية الإسبانية، مما يشير إلى أن السلامية لم تكن الدافع دائمًا. انعكست هذه الاتجاهات في روايات مثل كل شيء هادئ على الجبهة الغربية، ولمن تقرع الأجراس، وجوني حمل سلاحه.

### الحرب العالمية الثانية
كانت معارضة الحرب العالمية الثانية ذات تأييد كبير في بداياتها، وكانت أقوى حتى قبل أن تبدأ بينما اعتُبرت التسوية والانعزالية خيارات دبلوماسية قابلة للتطبيق. عارضت المنظمات التي يقودها الشيوعيون، بما في ذلك قدامى المحاربين في الحرب الأهلية الإسبانية، الحرب خلال الفترة التي بدأت بالاتفاق الألماني السوفييتي، لكنها تحولت بعد ذلك إلى مؤيدة للحرب بعد غزو ألمانيا للاتحاد السوفيتي.
بدا أن الحرب وضعت الحركات المناهضة للحرب في وضع من الحرمان الاجتماعي، إذ أن قلة قليلة من دعاة السلام المتحمسين هم من واصلوا المجادلة ضد الحرب وعواقبها في ذلك الوقت. أعقب الحرب البادرة إعادة تشكيل التحالفات، واستؤنفت المعارضة.
أوجدت الحقائق المروعة للقتال الحديث وطبيعة المجتمع المعتمد على الآلات، مكانًا لوجهة النظر المناهضة للحرب في روايات كاتش-22، والمسلخ الخامس، وطبل الصفيح. ازداد وقع هذه الآراء عندما بدت الحرب الباردة وكأنها ستودي إلى صراعات لن تنتهي، والتي كلفت الأجيال الشابة ثمنًا باهظًا.

### حرب فيتنام
بدأت المعارضة المنظمة لانخراط الولايات المتحدة في حرب فيتنام في عام 1964 في حرم جامعات مختلفة في الولايات المتحدة ببطء وبأعداد صغيرة، ومن ثم بسرعة مع اشتداد الحرب فتكًا. شكل تحالف من الناشطين المناهضين للحرب لجنة التعبئة الوطنية لإنهاء الحرب في فيتنام، والتي نظمت العديد من المظاهرات الكبيرة المناهضة للحرب بين أواخر ستينيات القرن العشرين وعام 1972. شجعت الأغاني والمنظمات والمسرحيات والأعمال الأدبية الأخرى المرفوضة ثقافيًا روح عدم الانصياع والسلام ومناهضة المأسسة.
تطورت هذه الآراء المناهضة للحرب خلال فترة حراك طلابي غير مسبوق وفي أعقاب حركة الحقوق المدنية، وعززها عدد من مواليد الخمسينيات ذوي الأهمية الديموغرافية. نمت بسرعة لتشمل شريحة واسعة ومتنوعة من الأمريكيين من جميع مناحي الحياة.
تعدّ الحركة المناهضة لحرب فيتنام عاملًا رئيسيًا، أثّر على انخراط أمريكا في الحرب. تحدث العديد من قدامى المحاربين في فيتنام، بمن فيهم وزير الخارجية السابق والسيناتور الأمريكي السابق جون كيري والمحارب المخضرم المعاق رون كوفيتش، ضد حرب فيتنام عند عودتهم إلى الولايات المتحدة.

## وصلات خارجية
- الموقع الرسمي للفيلم الوثائقي المطول"أطفال الحروب"
- National Peace Corps Association